# Hasencleverhaus

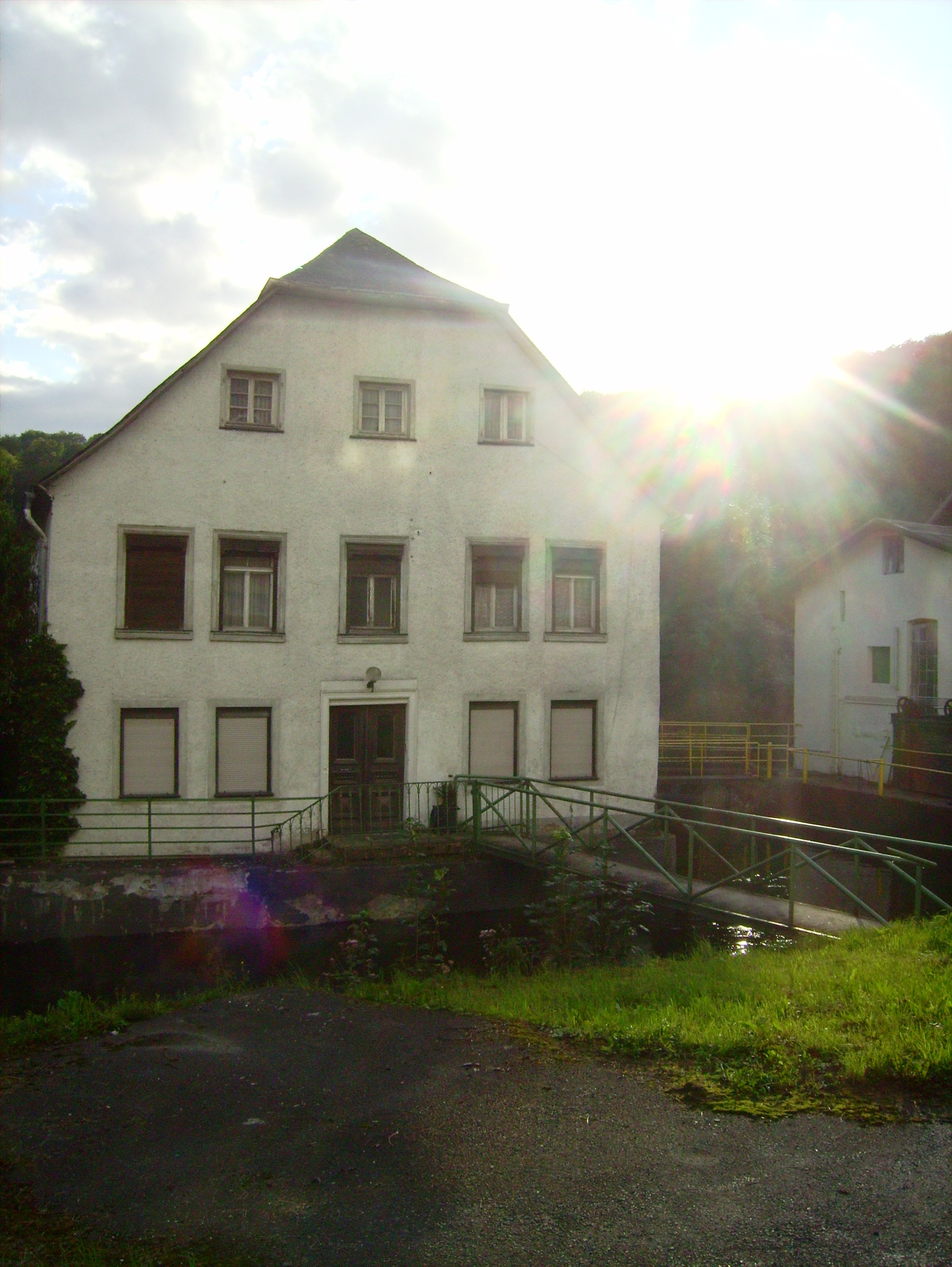
Hasencleverhaus

Das Hasencleverhaus in der Mühlenstraße 11 in Arnsberg stammt aus dem frühen 19. Jahrhundert. Es handelt sich um das Geburtshaus des sozialdemokratischen Politikers Wilhelm Hasenclever.

## Geschichte
Das Haus liegt im Arnsberger Mühlenviertel außerhalb der Stadtmauern, wo seit dem Mittelalter Mühlen angesiedelt waren. Noch immer wird die Wasserkraft des Arnsberger Mühlengrabens von einer Wasserkraftanlage direkt an das Haus Mühlenstrasse 11 angrenzend genutzt.
Der aus Halver stammende Lohgerber Johann Christoph Hasenclever heiratete 1823 Helene vom Dahle. Das Paar zog daraufhin aus dem Märkischen Sauerland nach Arnsberg. Von einem Müller, der dort eine Perlgraupenmühle betrieben hatte, erwarb die Familie ein Grundstück und ließ dort ein Wohnhaus errichten. Das Gebäude war gleichzeitig als Lohmühle ein Gewerbebetrieb. Der genaue Zeitpunkt des Baus ist nicht zu bestimmen, er lag zwischen 1823 und 1828. Im Jahr 1828 erschien es in der „Karakteristick der Wohnhäuser der Stadt Arnsberg.“ Das Haus hatte danach zwölf Zimmer. Davon waren vier beheizbar. In dem Haus wurde Wilhelm Hasenclever einer der führenden Persönlichkeiten der frühen Sozialdemokratie geboren. Bei seinem Vater absolvierte dieser auch eine Lehre zum Lohgerber. Sein älterer Bruder Karl Hasenclever übernahm 1857 Haus und Betrieb. Er wandelte den Betrieb in eine Mahlmühle um. In der ersten Hälfte des 20. Jahrhunderts wurde das Gebäude von der Sauerländer Papierfabrik genutzt und diente als Wohnhaus. Danach war es im Besitz verschiedener Eigentümer und dient seither ausschließlich als Wohnhaus.

## Baubeschreibung
Bei dem Haus handelt es sich um ein verputztes Fachwerkhaus. Die Vorderseite des Kerngebäudes weist eine fünfachsige Gliederung mit einem Mitteleingang und einem dahinter liegenden Längsflur auf. Auch mit seinem Knüppelwalmdachabschluss im Giebeltrapez ist es ein typisches Gebäude für die klassizistische Bauweise des ersten Drittels des 19. Jahrhunderts. Später wurden noch einige Anbauten hinzugefügt.
In der Einschätzung des Westfälisches Amt für Denkmalpflege von 1988 heißt es, dass es „aufgrund des guten Erhaltungszustandes ein wichtiges Zeugnis für die Bau- und Wohnweise in der 1. Hälfte des 19. Jahrhunderts“ darstellt.
Das Haus wurde 1988 unter Denkmalschutz gestellt. Dagegen ging der damalige Eigentümer mit Erfolg juristisch vor und 1992 wurde der Denkmalschutz unter Auflage des Erhalts aufgehoben. Zurzeit ist es unter der Nummer 252 in das Verzeichnis zu schützenden Kulturgutes der Stadt Arnsberg eingetragen.